# Nazionale femminile di pallacanestro dell'Australia
La nazionale di pallacanestro femminile dell'Australia, selezione delle migliori giocatrici di pallacanestro di nazionalità australiana, è la squadra che rappresenta l'Australia nelle competizioni internazionali femminili di basket, ed è gestita dalla Federazione cestistica dell'Australia.

## Divisa e colori
La nazionale australiana adotta una maglia gialla con risvolti verdi, pantaloncini verdi e calzettoni gialli. Pur non essendo riconosciuto da nessun altro organo federale né dalle Nazioni Unite, gli australiani adottano un vessillo formato da due bande orizzontali di colore giallo e verde, colori che rappresentano rispettivamente il sole e la terra, a tratti ancora vergine, del nuovissimo continente. Tra l'altro anche altre nazionali sportive del paese australiano, come quelle di calcio, rugby e cricket, adottano quei colori.

## Mondiali
L'Australia ha conquistato 6 medaglie su 16 partecipazioni ai Mondiali. Ha vinto l'oro nel 2006, l'argento nel 2018, il bronzo nel 1998, nel 2002, nel 2014 e nel 2022.

## Campionati oceaniani
L'Australia vanta 15 medaglie d'oro ai Campionati oceaniani femminili di pallacanestro; l'ultima vittoria risale al 2015.

## Piazzamenti

### Olimpiadi
- 1984 - 5º
- 1988 - 4º
- 1992 - 6º
- 1996 -  3º
- 2000 -  2º

- 2004 -  2º
- 2008 -  2º
- 2012 -  3º
- 2016 - 5º
- 2020 - 8º
- 2024 -  3º

### Campionati mondiali
- 1957 - 10º
- 1967 - 10º
- 1971 - 9º
- 1975 - 10º
- 1979 - 4º

- 1983 - 11º
- 1986 - 9º
- 1990 - 6º
- 1994 - 4º
- 1998 -  3º

- 2002 -  3º
- 2006 -  1º
- 2010 - 5º
- 2014 -  3º
- 2018 -  2º

- 2022 -  3º

### Campionati oceaniani
- 1974 -  1º
- 1978 -  1º
- 1982 -  1º
- 1985 -  1º
- 1989 -  1º

- 1995 -  1º
- 1997 -  1º
- 2001 -  1º
- 2003 -  1º
- 2005 -  1º

- 2007 -  1º
- 2009 -  1º
- 2011 -  1º
- 2013 -  1º
- 2015 -  1º

### Campionati asiatici
- 2017 -  2º
- 2019 -  3º
- 2021 -  3º
- 2023 -  3º
- 2025 -  1º

## Formazioni

### Olimpiadi
Pallacanestro ai Giochi della XXIII Olimpiade - Torneo femminile4 Maher, 5 Marshall, 6 Cheesman, 7 Cockrem, 8 Quinn, 9 Mickan, 10 Nykiel, 11 Foster, 12 Moffa, 13 Dalton, 14 Laidlaw, 15 Geh,        All. Brendan Flynn
Pallacanestro ai Giochi della XXIV Olimpiade - Torneo femminile4 Maher, 5 Brondello, 6 Cheesman, 7 Timms, 8 Quinn, 9 Mickan, 10 Nykiel, 11 Slimmon, 12 Moffa, 13 Dalton, 14 Gorman, 15 White,        All. Robbie Cadee
Pallacanestro ai Giochi della XXVI Olimpiade - Torneo femminile4 Maher, 5 Tranquilli, 6 Brondello, 7 Timms, 8 Sandie, 9 Fallon, 10 Chandler, 11 Robinson, 12 Boyd, 13 Whittle, 14 Sporn, 15 Brogan,        All. Tom Maher
Pallacanestro ai Giochi della XXVII Olimpiade - Torneo femminile4 Hill, 5 Burgess, 6 Brondello, 7 Timms, 8 Sandie, 9 Fallon, 10 Harrower, 11 Jackson, 12 Boyd, 13 Whittle, 14 Sporn, 15 Brogan,        All. Tom Maher
Pallacanestro ai Giochi della XXVIII Olimpiade - Torneo femminile4 Poto, 5 Tranquilli, 6 Brondello, 7 Taylor, 8 Batkovic, 9 Fallon, 10 Harrower, 11 Summerton, 12 Snell, 13 Porter, 14 Sporn, 15 Jackson,        All. Jan Stirling
Pallacanestro ai Giochi della XXIX Olimpiade - Torneo femminile4 Phillips, 5 Bevilaqua, 6 Screen, 7 Taylor, 8 Batkovic, 9 Grima, 10 Harrower, 11 Summerton, 12 Snell, 13 Randall, 14 Cox, 15 Jackson,        All. Jan Stirling
Pallacanestro ai Giochi della XXX Olimpiade - Torneo femminile4 O'Hea, 5 Richards, 6 Screen, 7 Bishop, 8 Batkovic, 9 MacLeod, 10 Harrower, 11 Hodges, 12 Snell, 13 Jarry, 14 Cambage, 15 Jackson,        All. Carrie Graf
Pallacanestro ai Giochi della XXXI Olimpiade - Torneo femminile4 Lavey, 5 Mitchell, 6 Talbot, 7 Taylor, 8 Cambage, 9 Burton, 10 Jarry, 11 Hodges, 12 Ebzery, 13 Phillips, 14 Tolo, 15 George,        All. Brendan Joyce
Pallacanestro ai Giochi della XXXII Olimpiade - Torneo femminile4 O'Hea, 5 Mitchell, 6 Talbot, 7 Madgen, 8 Blicavs, 9 Allen, 10 Ebzery, 11 Smith, 12 Lavey, 13 Magbegor, 14 Tolo, 15 George,        All. Sandy Brondello
Pallacanestro ai Giochi della XXXIII Olimpiade - Torneo femminile2 Melbourne, 3 Wallace, 6 Talbot, 7 Madgen, 11 Smith, 13 Magbegor, 14 Tolo, 15 George, 17 Atwell, 20 Borlase, 25 Jackson, 32 Whitcomb,        All. Sandy Brondello

### Campionati mondiali
Campionato mondiale femminile di pallacanestro 19573 MacGuire, 4 Flanagan, 5 Cockburn, 6 Homburg, 7 Hill, 8 Hoban, 9 French, 10 Saunders,        All. Vern Thomas
Campionato mondiale femminile di pallacanestro 19674 Lynch, 5 Bain, 6 Hammond, 7 Forster, 8 Delany, 9 Rowe, 10 Cooke, 11 Elliott, 12 Wilson, 13 Reilly, 14 Ticehurst, 15 Waters,        All. Tony Gaze
Campionato mondiale femminile di pallacanestro 19714 Bauer, 5 Bain, 6 C. Waters, 7 Franks, 8 Hammond, 9 Rowe, 10 Dhu, 11 Tomlinson, 12 Hannett, 13 Y. Waters, 14 Verzeletti, 15 Hynes,        All. Merv Harris
Campionato mondiale femminile di pallacanestro 19754 Bennie, 5 Bowman, 6 Wilson, 7 Blicavs, 8 Graham, 9 Misiewicz, 10 Harcus, 11 Tomlinson, 12 Maar, 13 Cheesman, 14 Gross, 15 Hammond,        All. Jim Madigan
Campionato mondiale femminile di pallacanestro 19794 Williams, 5 Smithwick, 6 Wilson, 7 Cheesman, 8 Maar, 9 Gull, 10 Nykiel, 11 Mickan, 12 Hammond, 13 Amiet, 14 Gross, 15 Bennie,        All. Jim Madigan
Campionato mondiale femminile di pallacanestro 19834 Maher, 5 Marshall, 6 Cockrem, 7 Cheesman, 8 Ogden, 9 Mickan, 10 Nykiel, 11 Foster, 12 Maar, 13 Amiet, 14 Laidlaw, 15 Dalton,        All. Brendan Flynn
Campionato mondiale femminile di pallacanestro 19864 Maher, 5 Marshall, 6 Cheesman, 7 Timms, 8 Quinn, 9 Mickan, 10 Nykiel, 11 Foster, 12 White, 13 Dalton, 14 Rowe, 15 Geh,        All. Robbie Cadee
Campionato mondiale femminile di pallacanestro 19904 Maher, 5 Gorman, 6 Brondello, 7 Timms, 8 Moyle, 9 Reisener, 10 Hamilton, 11 Thornton, 12 Moffa, 13 Dalton, 14 Browning, 15 Sporn,        All. Robbie Cadee
Campionato mondiale femminile di pallacanestro 19944 Maher, 5 Burgess, 6 Brondello, 7 Timms, 8 Gorman, 9 Fallon, 10 Tranquilli, 11 Thornton, 12 Dalton, 13 Whittle, 14 Sporn, 15 Brogan,        All. Tom Maher
Campionato mondiale femminile di pallacanestro 19984 Maher, 5 Tranquilli, 6 Brondello, 7 Timms, 8 Burgess, 9 Hill, 10 Harrower, 11 Jackson, 12 Boyd, 13 Whittle, 14 Sporn, 15 Brogan,        All. Tom Maher
Campionato mondiale femminile di pallacanestro 20024 Kingi, 5 Tranquilli, 6 Brondello, 7 Taylor, 8 Batkovic, 9 Fallon, 10 Harrower, 11 Jackson, 12 Grima, 13 Whittle, 14 Summerton, 15 Brogan,        All. Jan Stirling
Campionato mondiale femminile di pallacanestro 20064 Phillips, 5 Bevilaqua, 6 Screen, 7 Taylor, 8 Randall, 9 Grima, 10 Harrower, 11 Summerton, 12 Snell, 13 Whittle, 14 McInerny, 15 Jackson,        All. Jan Stirling
Campionato mondiale femminile di pallacanestro 20104 O'Hea, 5 Bevilaqua, 6 Bishop, 7 Taylor, 8 Richards, 9 Grima, 10 Harrower, 11 Tolo, 12 Snell, 13 Phillips, 14 Cambage, 15 Jackson,        All. Carrie Graf
Campionato mondiale femminile di pallacanestro 20144 Lavey, 5 Mitchell, 6 Allen, 7 Taylor, 8 Richards, 9 Burton, 10 Jarry, 11 Hodges, 12 Snell, 13 Phillips, 14 Tolo, 15 Francis,        All. Brendan Joyce
Campionato mondiale femminile di pallacanestro 20184 O'Hea, 6 Talbot, 7 Madgen, 8 Cambage, 9 Allen, 10 Ebzery, 11 Smith, 12 Bunton, 13 Magbegor, 14 Lavey, 15 George, 32 Whitcomb,        All. Sandy Brondello
Campionato mondiale femminile di pallacanestro 20223 Wallace, 5 Garbin, 6 Talbot, 7 Madgen, 9 Allen, 13 Magbegor, 14 Tolo, 15 George, 19 Blicavs, 24 Maley, 25 Jackson, 32 Whitcomb,        All. Sandy Brondello

### Campionati oceaniani
Campionato oceaniano femminile di pallacanestro 20034 Poto, 5 Tranquilli, 7 Snell, 8 Batkovic, 9 Fallon, 10 Veal, 11 Summerton, 12 Grima, 13 Porter, 14 Sporn,        All. Jan Stirling
Campionato oceaniano femminile di pallacanestro 2005Butler, Camino, Grima, Hamilton, Hibbert, Kingi, McInerny, Poto, Phillips, Randall, Wilson, Whittle, All. Jan Stirling
Campionato oceaniano femminile di pallacanestro 20074 Poto, 5 Camino, 6 Richards, 7 Wilson, 8 Brogan, 9 McInerny, 10 Cox, 11 Bishop, 12 Tolo, 13 Randall, 14 Porter, 15 MacLeod,        All. Jan Stirling
Campionato oceaniano femminile di pallacanestro 20094 Hurst, 5 Bibby, 6 Poto, 7 Wilson, 8 Richards, 9 Grima, 10 Foley, 11 Penaluna, 12 Tolo, 13 Afeaki, 14 Cox, 15 Cambage,        All. Carrie Graf
Campionato oceaniano femminile di pallacanestro 20114 Hurst, 5 Flanagan, 6 Bishop, 7 Wilson, 8 Batkovic, 9 Madgen, 10 Hunt, 11 Hodges, 12 Penaluna, 13 Zavecz, 14 Tolo, 15 Bibby,        All. Carrie Graf
Campionato oceaniano femminile di pallacanestro 20134 Hurst, 5 Wilson, 6 Screen, 7 Francis, 8 Burton, 9 Madgen, 10 Zavecz, 11 Hodges, 12 Snell, 13 Veal, 14 Tolo, 15 Jackson,        All. Brendan Joyce
Campionato oceaniano femminile di pallacanestro 20154 Wilson, 5 Lavey, 6 Madgen, 7 Talbot, 8 Batkovic, 9 Burton, 10 Jarry, 11 Hodges, 12 Snell, 13 Ebzery, 14 Kunek, 15 Blicavs,        All. Brendan Joyce

### Campionati asiatici
Campionato asiatico femminile di pallacanestro 20174 Lavey, 5 Smith, 6 Mansfield, 7 Garrick, 8 Cumming, 9 Griffin, 10 Ebzery, 11 Hodges, 12 Snell, 13 Kunek, 14 Tolo, 15 Blicavs,        All. Cheryl Chambers
Campionato asiatico femminile di pallacanestro 20191 Nicholson, 4 O'Hea, 5 Mitchell, 6 Talbot, 7 Bishop, 9 Allen, 10 Ebzery, 11 Garbin, 12 Blicavs, 13 Magbegor, 15 George, 35 Seekamp,        All. Sandy Brondello
Campionato asiatico femminile di pallacanestro 20214 Whitcomb, 5 Mangakahia, 6 Wallace, 8 Nicholson, 9 Melbourne, 10 Sharp, 11 Shelley, 12 Garbin, 13 Froling, 14 Aokuso, 15 Scherf, 35 Wehrung,        All. Paul Goriss
Campionato asiatico femminile di pallacanestro 20231 Nicholson, 4 Heal, 5 Garbin, 7 Madgen, 8 Rocci, 10 Kunek, 17 Horvat, 21 Froling, 24 Maley, 25 Atwell, 55 Bibby, 77 Scherf,        All. Shannon Seebohm
Campionato asiatico femminile di pallacanestro 20251 Goodchild, 7 Woods, 8 Ellis, 12 Reid, 15 George, 19 Blicavs, 20 Borlase, 22 Aokuso, 23 Fowler, 34 Bourne, 44 Wilson, 55 Bibby,        All. Paul Goriss